# Kirchturm (Dimbach)

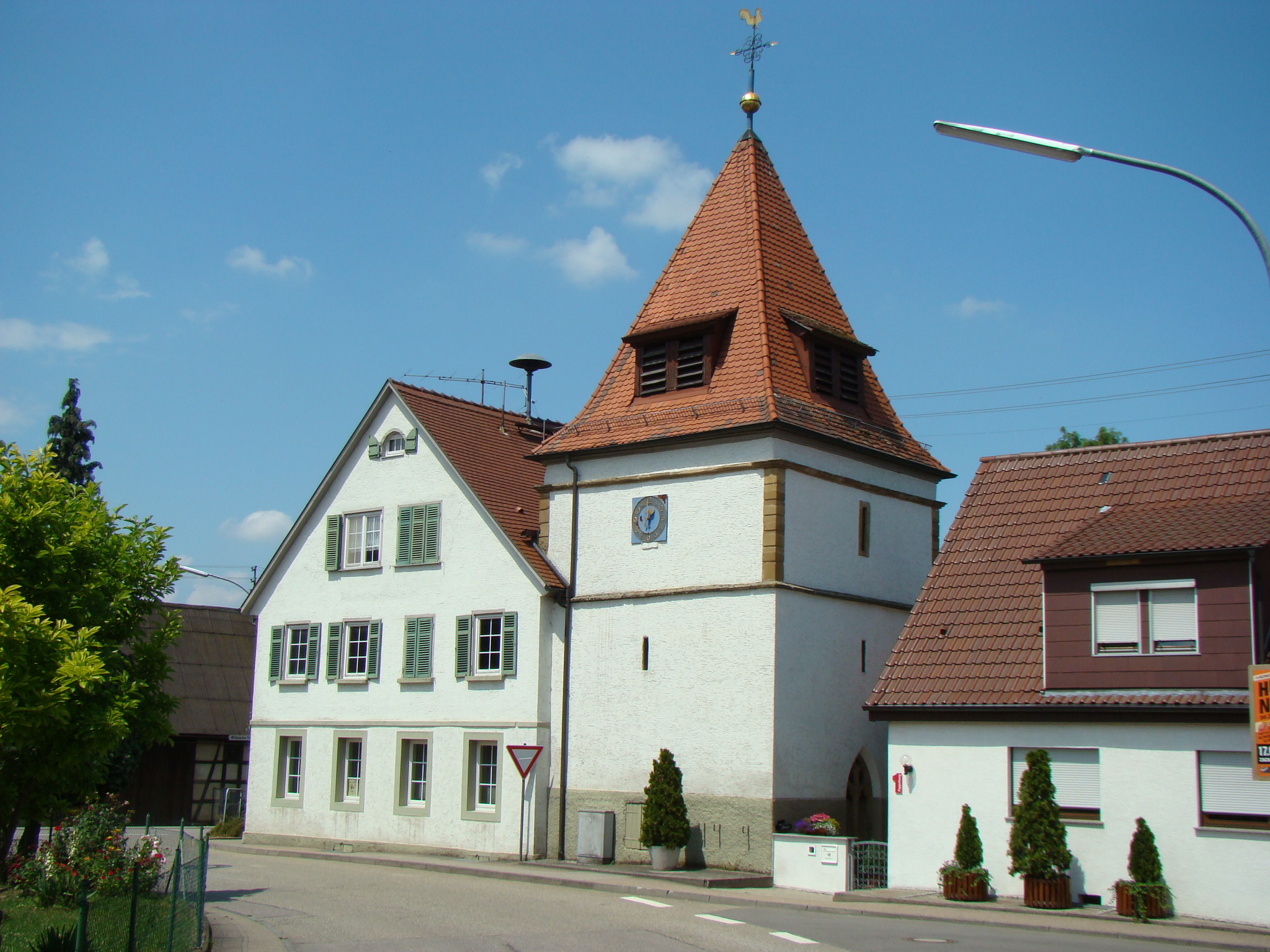
Kirchturm in Dimbach, links daran angebaut das alte Schul- und Rathaus von 1839

Der Kirchturm in Dimbach, einem Ortsteil von Bretzfeld im Hohenlohekreis im nördlichen Baden-Württemberg, ist der Überrest einer im 16. Jahrhundert erstmals erwähnten Sebastianskirche.

## Geschichte
Dimbach gehörte kirchlich von alters her zu Waldbach und wurde wie dieses 1534 reformiert. Eine Kapelle oder Kirche wurde 1562 erstmals in Dimbach erwähnt und war dem Heiligen Sebastian geweiht. Das Sakralgebäude bildete den Mittelpunkt der östlichen Siedlung des Ortes Dimbach, der aus zwei durch den gleichnamigen Bach getrennten Siedlungskernen besteht. 1839 wurde das Langhaus der Kirche abgerissen und an seiner Stelle ein neues Schul- und Rathaus erbaut. Der auf quadratischem Grundriss errichtete Chorturm der Kirche mit gotischem Maßwerkfenster wurde profaniert und blieb als Glockenturm erhalten. Eine alte Glocke datiert von 1748.